# Смичин
Сми́чин — село в Україні, у Городнянській міській громаді Чернігівського району Чернігівської області. Населення становить 406 осіб. До 2017 орган місцевого самоврядування — Смичинська сільська рада. 

## Історія
Перша згадка про Смичин в історичних джерелах належить до 1663 року.
Поблизу сіл Смичина і Пекурівки та на околицях Дібровного виявлено залишки сіверянського поселення, городище, курганний могильник та поселення часів Київської Русі.
12 червня 2020 року, відповідно до розпорядження Кабінету Міністрів України № 730-р від «Про визначення адміністративних центрів та затвердження територій територіальних громад Чернігівської області», село увійшло до складу Городнянської міської громади.
19 липня 2020 року, в результаті адміністративно-територіальної реформи та ліквідації Городнянського району, село увійшло до складу Чернігівського району.

## Населення

### Мова
Розподіл населення за рідною мовою за даними перепису 2001 року:
| Мова       | Кількість | Відсоток |
| ---------- | --------- | -------- |
| українська | 656       | 98.35%   |
| російська  | 11        | 1.65%    |
| Усього     | 667       | 100%     |

## Економіка
На території Смичина розміщено відділок спецгоспу «Добробут» (центральна садиба — в с. Дібровному), за яким закріплено 4357 га сільськогосподарських угідь, у т. ч. 3218 га орної землі. Вирощують зернові й технічні культури; спеціалізується на відгодівлі свиней.

## Об'єкти соціальної сфери
У селі є одинадцятирічна школа, будинок культури, бібліотека, фельдшерсько-акушерський пункт.[джерело?]